# Universidad Laica Vicente Rocafuerte
La Universidad Laica VICENTE ROCAFUERTE de Guayaquil es una institución educativa superior de ideología laica pluralista. Creada el 10 de noviembre de 1966 como una institución educativa, con fundamental objetivo de brindar educación a la clase trabajadora. Su fundador fue el Dr. Alfonso Leonidas Aguilar Ruilova. Entre sus estudiantes y maestros destacados están: Jaime Roldós Aguilera, León Roldós Aguilera.

## Historia
La ULVR ostenta el nombre de uno de los guayaquileños más ilustres: Vicente Rocafuerte. Fue concebida por el Dr. Alfonso Aguilar Ruilova. El 10 de noviembre de 1966, Clemente Yerovi Indaburu, Presidente Interino de la República, firmó el Decreto n.º 1536 autorizando al H. Consejo Nacional de Educación Superior fijar los requisitos para el funcionamiento de la Universidad Laica Vicente Rocafuerte de Guayaquil, encargando su ejecución al Ministro de Educación de su gobierno, Dr. Luis Monsalve Pozo.
Los integrantes del primer cuerpo de directivos-administrativos fueron: Dr. Alberto Stagg Coronel, Rector; Ab. Alejandro Aguilar Ruilova, Vicerrector; Ab. Fausto Benítez Aguilar, Secretario; Prof. Alfonso Aguilar Ruilova, Tesorero y los Decanos: Arq. José Furoiani Villagómez, Dra. Ana Rodríguez de Gómez, Dr. Humberto Miranda Miranda, Dr. Félix Sarmiento Núñez e Ing. Rodolfo Idrovo Rosales, quienes organizaron las facultades con las que inició sus labores la naciente Universidad: Arquitectura, Ciencias de la Educación, Ciencias Económicas, Jurisprudencia y Ciencias Sociales e Ingeniería Civil, respectivamente. Los alumnos fundadores fueron 777 distribuidos en las mencionadas facultades.
La Universidad tuvo mucha acogida entre la ciudadanía porque el horario permitía cumplir con las horas destinadas a clases sin interrumpir la jornada de trabajo, objetivo primordial del Dr. Aguilar. Inició sus labores en el local del Centro Educativo Miraflores; pero, las instalaciones resultaron pequeñas y hubo que conseguir un local más amplio: un edificio en las calles García Moreno y Vicente Piedrahíta. En 1968 se creó la Escuela de Administración de Negocios, anexa a la Facultad de Ciencias Económicas, que actualmente es independiente como Facultad de Ciencias Administrativas (26 de octubre de 1976). En abril de 1975 se creó la Escuela de Administración Secretarial, anexa a la Facultad de Ciencias de la Educación.
Con las nuevas unidades académicas, la falta de espacio físico fue evidente; así que la Facultad de Ciencias Económicas y su Escuela de Administración de Negocios pasaron a ocupar parte del local de la Sociedad de Artesanos ubicados en las calles de 10 de agosto y García Avilés. Surgió la necesidad de proyectar un edificio funcional y propio con instalaciones que permitan la enseñanza e investigación: el terreno fue adquirido por la Universidad a la H. Junta de Beneficencia de Guayaquil, con un préstamo al Banco La Previsora, siendo el responsable de estas obligaciones el Dr. Alfonso L. Aguilar Ruilova.
El diseño del proyecto y cálculo estructural estuvo a cargo del ingeniero Arturo Rossi Ríos y de los arquitectos Arturo y Víctor Rossi Alvarado, la división pedagógica del edificio de aulas y del pabellón administrativo la ejerció el Dr. Alfonso Aguilar Ruilova, como presidente de la Asociación Educativa Huancavilca S.A. Los trabajos de construcción del moderno edificio se iniciaron en 1973, mientras, la inauguración del pabellón administrativo y edificio de aulas fue el 23 de julio de 1976. Entre 1978 y 1979, la Universidad Laica gozó de logros materiales ya que se integraron nuevos edificios.
Empezó a funcionar la Escuela de Diseño de Interiores y Decoración, anexa a la Facultad de Arquitectura. Se  abrió la Escuela de Lenguas, especialización Francés; y, en diciembre de 1978 se estableció la especialización de Inglés. El 10 de noviembre de 1978 se inauguró el Edificio de Bienestar Estudiantil ‘‘Profesor Luis Augusto Mendoza Moreira’’, en honor a un maestro jubilado de gran dedicación a la enseñanza. 
El 28 de septiembre de 1979 se inauguraron los edificios de las Facultades de Ingeniería Civil, el que muy justificadamente lleva el nombre de uno de sus profesores-fundadores, Jaime Fabre Jansen; Arquitectura y Escuela de Diseño, José Mendoza Cucalón; Ciencias de la Educación, Esther Vivar Zuloaga, e Ingeniería Agronómica, Dr. Francisco Campos Rivadeneira.
Los nombres de los mencionados edificios corresponden a personajes destacados del magisterio nacional, todos ellos profesores-fundadores de esta casa de estudios. El 10 de agosto de 1982 se inauguraron una serie de obras que complementaron la belleza arquitectónica de la universidad: Concha Acústica, Planetario, Cafetería, Pila Luminosa con su respectivo espejo de aguas, parqueo. Todo esto al frente de la avenida de las Américas.

## Facultades y Carreras

### Facultad de Administración
- Carrera de Administración de Empresas
- Carrera de Comercio Exterior
- Carrera de Contabilidad y Auditoría
- Carrera de Marketing

### Facultad de Ciencias Sociales y Derecho
- Carrera de Derecho
- Carrera de Economía
- Carrera de Comunicación
- Carrera de Psicología

### Facultad de Educación
- Carrera de Psicopedagogía.
- Carrera de Educación Inicial.
- Carrera de Educación Básica.

### Facultad de Ingeniería, Industria y Construcción
- Carrera de Ingeniería Civil
- Carrera de Arquitectura

## Posgrado
- Maestría en Salud y Seguridad Ocupacional con mención en Prevención de Riesgos Laborales

La Maestría en Salud y Seguridad Ocupacional con mención en Prevención de Riesgos Laborales, ofrece a la sociedad profesionales de cuarto nivel con amplios conocimientos en salud, seguridad ocupacional y prevención de riesgos que promueven el emprendimiento con innovadoras competencias interdisciplinares, multidisciplinares y transdisciplinares que respondan a las demandas de la comunidad y del ejercicio profesional.
INFORMACIÓN
- Maestría en Marketing Digital

La Maestría en Marketing Digital, ofrece a la sociedad profesionales de cuarto nivel con amplios conocimientos en marketing y administración con innovadoras competencias interdisciplinares, multidisciplinares y transdisciplinares que respondan a las demandas de la comunidad y del ejercicio profesional.
INFORMACIÓN.
- Maestría en Desarrollo Temprano y Educación Infantil con mención en Atención Temprana

La Maestría en Desarrollo Temprano y Educación Infantil con mención en Atención Temprana, ofrece a la sociedad profesionales de cuarto nivel con amplios conocimientos en desarrollo temprano, educación infantil y atención temprana que promueven el emprendimiento con innovadoras competencias interdisciplinares, multidisciplinares y transdisciplinares que respondan a las demandas de la comunidad y del ejercicio profesional.
INFORMACIÓN.
- Maestría en Contabilidad y Auditoría con mención en Riesgos Operativos y Financieros

La maestría ofrece a la sociedad profesionales de cuarto nivel con amplios conocimientos financieros que promueven innovadoras competencias interdisciplinares, multidisciplinares y transdisciplinares que respondan a las demandas de la comunidad y del ejercicio profesional. 
INFORMACIÓN.
- Maestría en Ingeniería Civil con mención en Gestión de la Construcción

La maestría en Ingeniería Civil, mención en Gestión de la Construcción, ofrece a la sociedad profesionales de cuarto nivel con amplios conocimientos técnico-científicos referentes a la construcción, que promueven competencias interdisciplinares, multidisciplinares y transdisciplinares que respondan a las demandas de la comunidad y del ejercicio profesional.
INFORMACIÓN.
- Maestría en Gestión del Transporte con mención en Tráfico, Movilidad y Seguridad Vial

La Maestría en Gestión del Transporte con mención en Tráfico, Movilidad y Seguridad Vial., ofrece a la sociedad profesionales de cuarto nivel con amplios conocimientos en la gestión del transporte, tráfico, movilidad y seguridad vial, con innovadoras competencias interdisciplinares, multidisciplinares y transdisciplinares que respondan a las demandas de la comunidad y del ejercicio profesional.
INFORMACIÓN.
- Maestría en Urbanismo con mención en Planificación Territorial y Gestión Urbana Sostenible

La Maestría en Maestría en Urbanismo con Mención en Planificación Territorial y Gestión Urbana Sostenible, ofrece a la sociedad profesionales de cuarto nivel con amplios conocimientos técnico-científicos que permitan el asesoramiento estratégico y toma de decisiones en problemas de planificación, gestión y sostenibilidad territorial – urbana con innovadoras competencias interdisciplinares, multidisciplinares y transdisciplinares que respondan a las demandas de la comunidad y del ejercicio profesional.
INFORMACIÓN.
- Maestría en Administración de Empresas con mención en Dirección Estratégica de Proyectos

La maestría en Administración de Empresas, ofrece a la sociedad profesionales de cuarto nivel con amplios conocimientos en administración que promueven el emprendimiento con innovadoras competencias interdisciplinares, multidisciplinares y transdisciplinares que respondan a las demandas de la comunidad y del ejercicio profesional.
INFORMACIÓN.
- Maestría en Educación, Mención en Inclusión Educativa y Atención a la Diversidad

La Maestría ofrece a la sociedad profesionales de cuarto nivel con amplios conocimientos psicopedagógicos que promueven diversos recursos metodológicos y didácticos con competencias interdisciplinares, multidisciplinares y transdisciplinares que respondan a las demandas de la comunidad y del ejercicio profesional.
INFORMACIÓN.
- Maestría en Derecho, Mención en Derecho Procesal

La maestría en Derecho, mención en Derecho Procesal, ofrece a la sociedad profesionales de cuarto nivel con amplios conocimientos de los procesos civiles, constitucionales y contenciosos que promueven habilidades interdisciplinares, multidisciplinares y transdisciplinares que respondan a las demandas de la comunidad y del ejercicio profesional.
INFORMACIÓN.